# تحت أكاسيد الكبريت

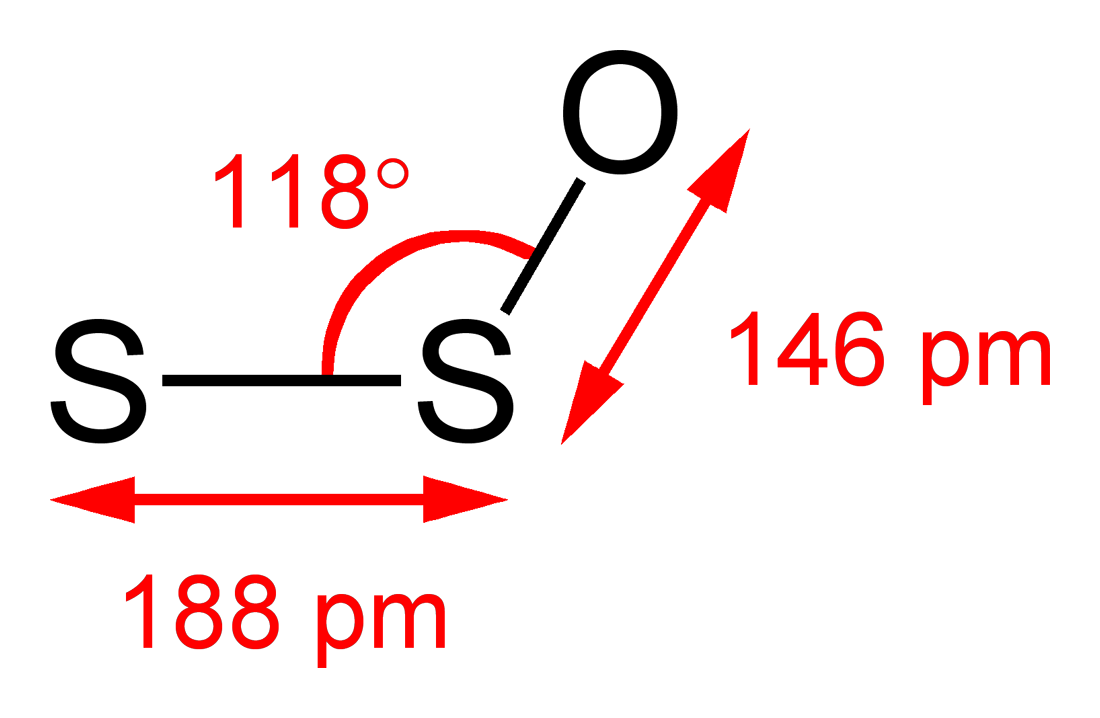
بنية S_{2}O

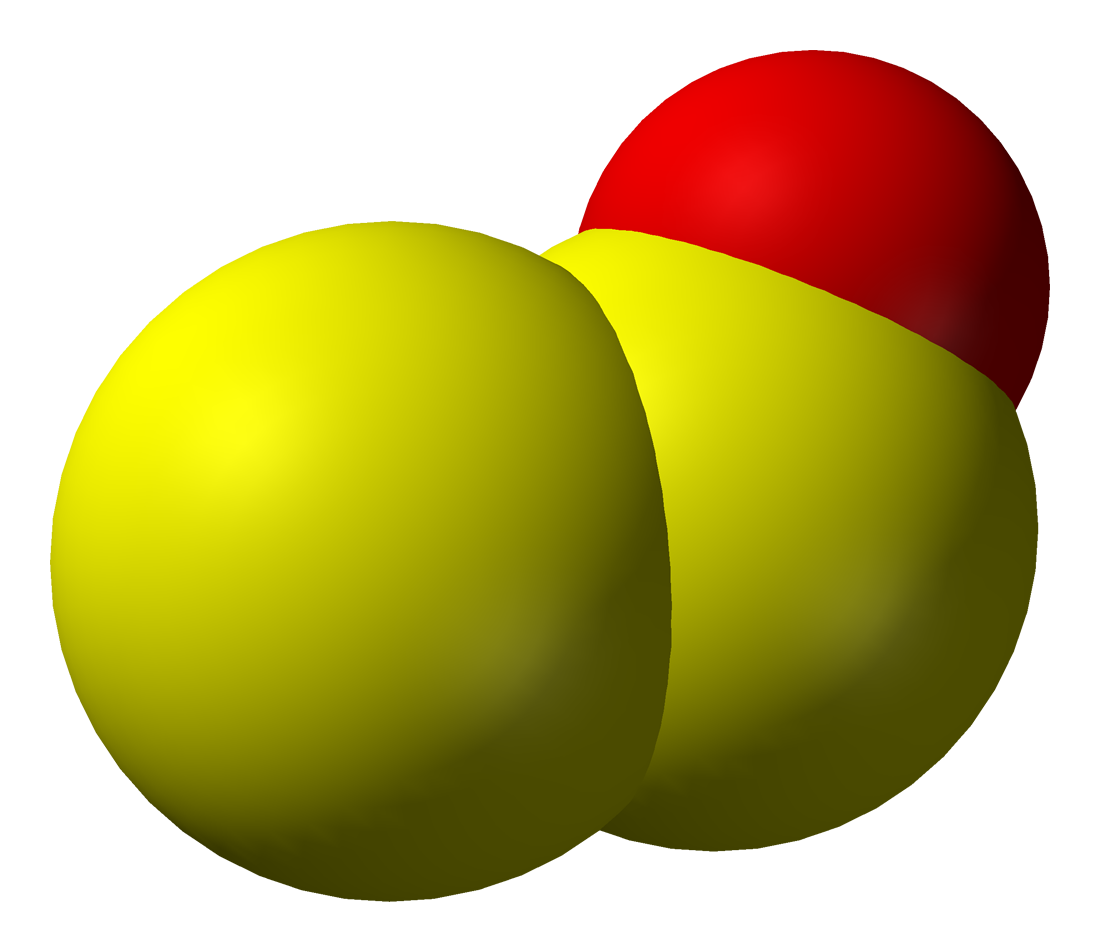
نموذج ملء الفراغ لمركب S_{2}O

تحت أكاسيد الكبريت هي تحت أكاسيد لعنصر الكبريت، وهي مجموعة من المركبات اللاعضوية صيغتها العامة SmOn، حيث m < 2n؛ بالتالي فهي أكاسيد غنية بعنصر الكبريت، وتتميز بأن قياس اتحادية العناصر فيها غير نمطي. وهذه الأنواع بطبيعتها غير مستقرة، ومن النادر مصادفتها في الحياة اليومية.
تعد تحت أكاسيد الكبريت مركبات وسطية مهمة في احتراق عنصر الكبريت. من الأمثلة على هذه المركبات أحادي أكسيد الكبريت (SO)، وكذلك ثنائي الوحدات منه ثنائي أكسيد ثنائي الكبريت S2O2، وكذلك مركب أحادي أكسيد ثنائي الكبريت (S2O) وسلسلة من مركبات الكبريت الحلقية SnOx. تتميز هذه المركبات على العموم بعدم استقرارها وتلاحظ في الطور الغازي عند ضغوط منخفضة تبلغ بضع ميلي بار؛ والترتيب وفق الاستقرار يكون على الشكل S2O > S2O2 > SO. وجد أن مركب أحادي أكسيد ثلاثي الكبريت S3O جزيء غير مستقر، وكشف عنه في الطور الغازي وفق تقنية مطيافية الكتلة، وذلك على شكل خطي وحلقي، إلا أنه لم يتم التمكن من عزله.